# Haus Himmelreich
Haus Himmelreich ist eine abgegangene Burg und ehemaliger Repräsentationsbau in Friedewalde, einem Ortsteil der ostwestfälischen Stadt Petershagen im Nordosten des Mindener Landes im Kreis Minden-Lübbecke in Nordrhein-Westfalen.

## Lage
Das Anwesen lag südlich des Ortes Friedewalde an der heutigen Holzhauser Straße (L 772), am südlichen Ufer der Ösper. Deren Wasser wurde für die Anlage als Wasserburg genutzt. Die Anlage war von einem tiefen, wasserführenden Burggraben umgeben.

## Geschichte
Die zweite Burganlage in Friedewalde wurde nach der Burg Friedewalde in den Jahren 1551 bis 1555 vom Oberst und Heerführer Georg von Holle gebaut. Die Anlage war von einer hohen Mauer mit Brüstung umgeben und zwei der großen Gebäude hatten einen Turm. Architektonisch gehört das Renaissanceschloss zur Weserrenaissance.
Georg von Holle starb 1576 ohne männlichen Erben, danach gab es mehrere Besitzer.
Vor 1662 muss die Adelsfamilie von der Decken die Burg als Lehen der Kurfürsten von Brandenburg besessen haben, denn urkundlich per 30. August 1662 verkauften sie mit Zustimmung des Lehensherren das Haus Himmelreich an Christoph von Kannenberg, der seit 1659 als Beauftragter der Brandenburger zu Verhandlungen mit den niedersächsischen Kreisständen im Gebiet weilte und Gouverneur der Festung Minden war. Ende 1667 erkaufte sich Kannenberg auch das Patronatsrecht über Friedewalde, das Anfang 1668 vom Rat der Stadt Minden bestätigt wurde.
Das zugehörige Gut bewirtschaftete die Hälfte der Fläche des Gutes Altenberg, das wiederum aus dem bischöflichen Anteil am Gut hervorgegangen war. Im 18. Jahrhundert vermutete man die Fläche von rund 600 bis 700 Morgen Land, die sich in der Umgebung und in den Nachbardörfern befanden. Zudem gehörten zu den Besitztümern von Haus Himmelreich ein Viehhaus, ein Kornhaus, eine Wassermühle, eine Windmühle, eine Ölmühle, eine Rossmühle und eine Schmiede.
Die letzte adelige Besitzerfamilie von Tannenberg verkaufte 1729 Haus Himmelreich an den preußischen Staat. Ab da wurde das Gut in Erbpacht vergeben. Das Anwesen verfiel Stück für Stück, bis wegen Baufälligkeit um 1880 die meisten Teile abgerissen wurden. Zu Beginn des 20. Jahrhunderts war es gänzlich aufgelöst und abgetragen.
Heute ist die Anlage verfallen, lediglich ein altes Kellergewölbe und Reste eines Burggrabens zeugen von seinem Standort. Eine Infotafel des Dorfspazierganges Friedewalde erinnert vor Ort an das Anwesen.

## Sonstiges
Die Wasserburg muss einst mit Relief- und Wappendarstellungen geschmückt gewesen sein. Auf benachbarten Höfen wurden mehrere davon in der zweiten Hälfte des 20. Jahrhunderts wiedergefunden. Drei sind heute an der Vorderfront der Friedewalder Kirche angebracht und zeigen die Vertreibung aus dem Paradies, die Geschichte von Kain und Abel und die Geschichte vom verlorenen Sohn. Ein großes Wappenfeld mit den Wappen (von links nach rechts) derer von Münchhausen, von Holle und derer von Horne mit 2,17 m Breite und 0,56 m Höhe und wohl vom ursprünglichen Bauherren Georg von Holle stammend, dessen Mutter Kunigunde von Münchhausen und der mit Gertrud von Horne verheiratet war, befindet sich auf dem Hof Traue.
Weitere Wappen:
- Ein Wappenstein mit der Inschrift Jürgen von Holle Overster 1551 befindet sich heute im Park von Gut Benkhausen in Espelkamp,[2]
- Ein Allianzwappen Holle/Horne mit der Inschrift Jorgen von Holle Oberster / Anno domini 1555 aus dem Haus Himmelreich befindet sich in Friedewalde.[2]

Haus Himmelreich und die Geschichte von Ritter Holle kommen in Elise Polkos Buch Schönen Frauen vor.